# SSSPM J1549-3544
SSSPM J1549-3544 とは、おおかみ座に存在するスペクトル型K型の準矮星である。2003年に大きな固有運動を持つ天体として発見され、当初は白色矮星に分類されていた。

## 発見と分類
SSSPM J1549-3544は、可視光によるスーパーCOSMOSスカイサーベイと、近赤外線による2MASS・DENISサーベイで撮影された画像の中から2003年に発見された。この天体は大きな固有運動を持つため太陽から10パーセク（30光年）程度の距離にある近傍の天体であると考えられたが、その割には視等級が暗いため当初は白色矮星として報告されていた。
しかし2005年に行われた観測で、SSSPM J1549-3544のスペクトルに見られる特徴は、白色矮星ではなく金属の欠乏したK型の恒星に近いことが明らかになった。SSSPM J1549-3544は当初の想定より遠くに存在する種族IIの準矮星で、固有運動が大きいのは恒星自体が太陽に対し大きな相対速度で運動しているためと結論された。

## 性質
SSSPM J1549-3544はスペクトル型がK5型の準矮星で、一般的な主系列星と比べ金属元素が少ない。スペクトルの観測によって表面温度は4200K程度と見積もられているが、金属が欠乏した準矮星であるため、同じ温度をもつ主系列星より小さく暗いと考えられている。
SSSPM J1549-3544の年周視差は測定されていないため、この天体までの距離はモデルによって恒星の絶対等級を仮定することで求められる。SSSPM J1549-3544が同じスペクトル型の主系列星より2等級暗い場合その距離は114パーセク（370光年）、1等級暗い場合は180パーセク（590光年）となる。距離を114パーセクと仮定した場合、SSSPM J1549-3544は周囲の恒星に対して400km/sを超える速度で運動している計算になり、銀河ハローに属する種族IIのhalo starだと考えられている。